# Szentlélek-templom (Veresegyház)
A veresegyházi Szentlélek-templom egy 2016-ban felszentelt római katolikus templom Veresegyházon. Címe: 2112 Veresegyház, Szentlélek tér 1-3.

## A templom építésének története
Veresegyház korábbi, Szent Erzsébetről elnevezett temploma 1778-ban épült, az akkor 800 lakost számláló falu számára. A barokk stílusú templom a település 18 000-re növekedett lakossága igényeit egyre kevésbé tudta biztosítani, ezért a város vezetősége 2013-ban egy új, korszerű, nagyobb befogadó képességű Isten háza építése mellett döntött. 

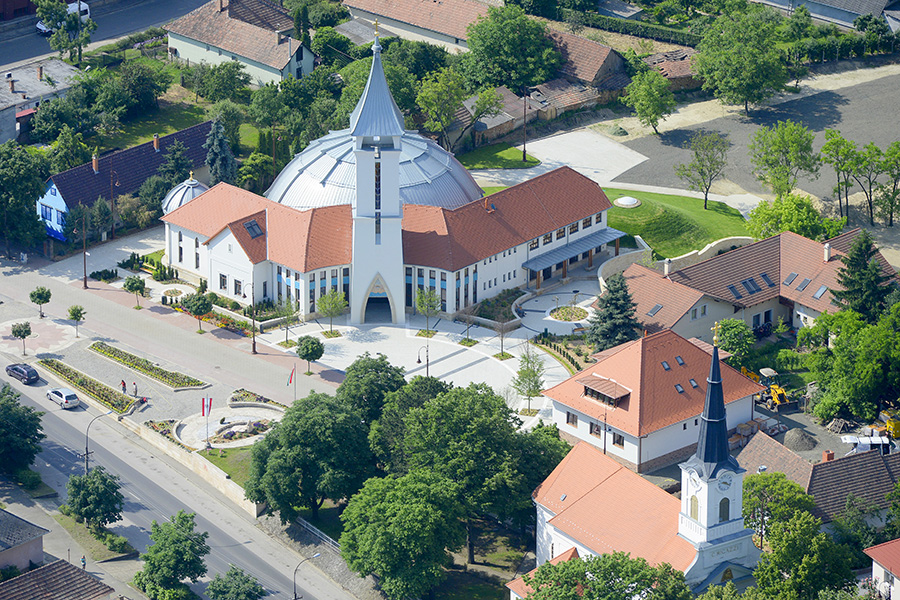
Szentlélek-templom (Veresegyház) légi fotón

A Szentlélek-templom megtervezéssel Nagy László veresegyházi építészmérnököt bízták meg, aki az egy éves rekordidő alatt megépült templom felszentelésekor ezt mondta:
"Különleges összefogás eredményeként jött létre a tér, amelynek üzenetértéke vitathatatlan a jelen kor keresztény világa számára. Európa közepén, Magyarországon egy település – Veresegyház, egy közösség saját elhatározásából és erejéből templomot emelt. Az örökkévalóságot és egyetemességet szimbolizáló kör alaprajzú terekből komponált együttes középpontjában maga a feltámadott Jézus Krisztus áll. A templomtérben a tizenkét apostol oltalmazó gyűrűjében – életük példájából erőt merítve – az ő szavuk hallatán találkozzon a ma élő keresztény közösség, a feltámadott Jézus Krisztussal és valósuljon meg közöttük az egység, melyért Jézus imádkozott az elfogatását megelőző éjszakán. (János 17,20-25.) Legyen a keletre tájolt Szentségi kápolna az a hely, ahol az Oltáriszentséggel találkozva megerősödhetünk a hétköznapokban. A nyugat felé nyúló, földalatti kupolás urnaterem pedig méltó helye az örök nyugalomra tért testvéreinknek. Kívánom, hogy minden e templom falai közé betérő ember találja meg a neki szóló személyes Krisztusi üzenetet mellyel hitem szerint a Mennyei Atya az Ő szeretetéből Szentlelkének közreműködése által minden embert folyamatosan megajándékoz. Az Úristen áldása legyen mindnyájunkon! Veresegyház, 2016. május 14-én".
A 400 hívő befogadására alkalmas Szentlélek-templomot dr Beer Miklós váci megyés-püspök szentelte fel.
Adatok
Összes hasznos terület: 1680 m²,
a kupola átmérője: 20 m,
a torony legmagasabb pontja 31 m.
Az urnatemető 136 db egy urnás, és 363 db három urnás helyet foglal magában.
A beruházás költségeinek túlnyomó részét a helyi önkormányzat finanszírozta –  összesen körülbelül egymilliárd forinttal járultak hozzá a beruházáshoz. A jó kialakításnak és a közös megegyezésnek megfelelően a templomegyüttes számos helyi és akár országos érdeklődésre számot tevő kulturális eseménynek is otthont tud adni.
Beltér
A főoltár fölött függő, hatalmas, kereszt nélküli Krisztus szobor, és a kupolát tartó 12 oszlopon megjelenített 12 apostol látványa meghatározó hatással van a templomba belépőre. A kör alaprajzú templomtérben Köpönyeges Mária, és Keresztelő Szent János színes kerámia szobrok is láthatók.  A templom orgonája Dunakeszin, harangjai Őrbottyánban készültek.

## Galéria

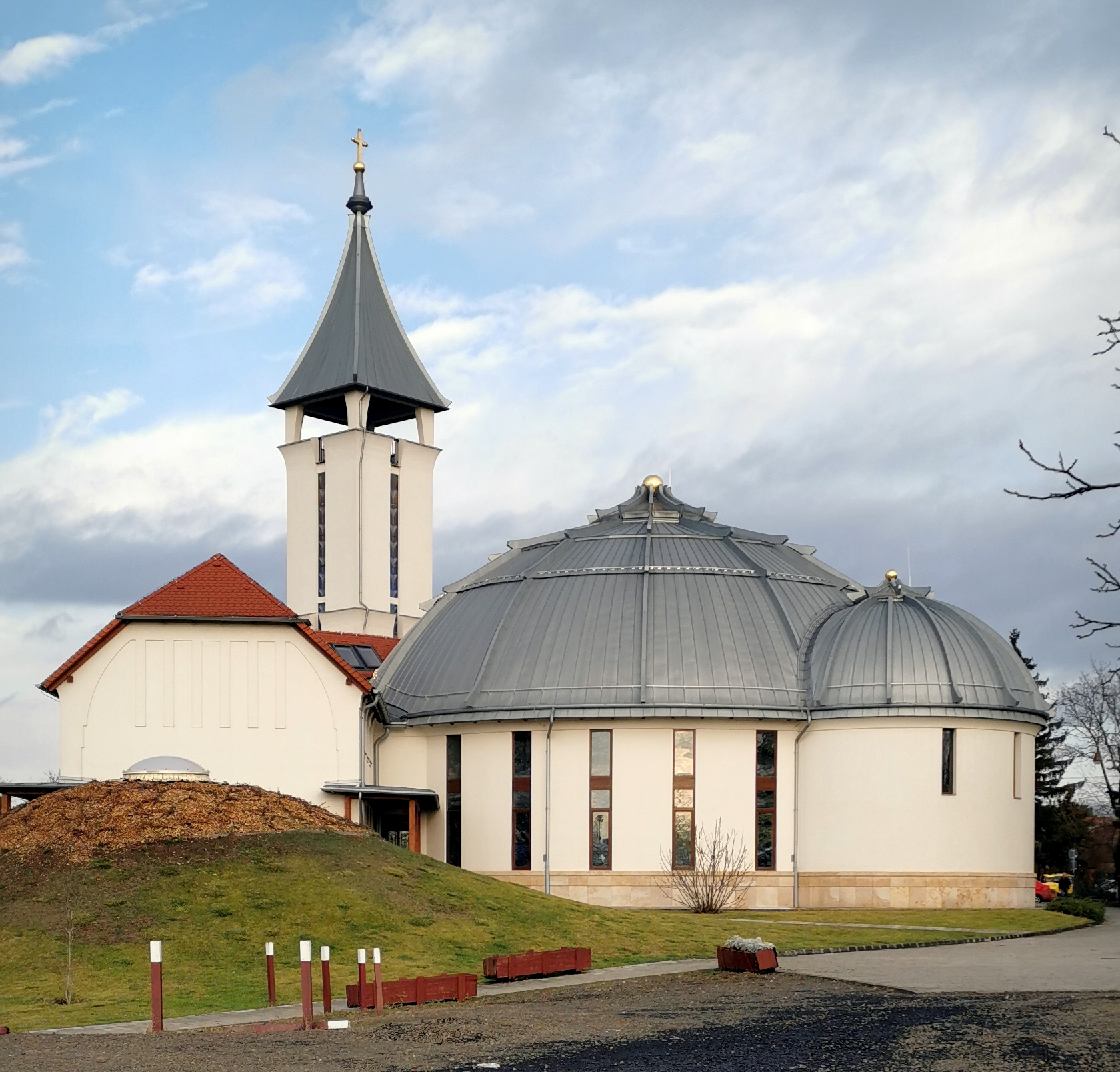
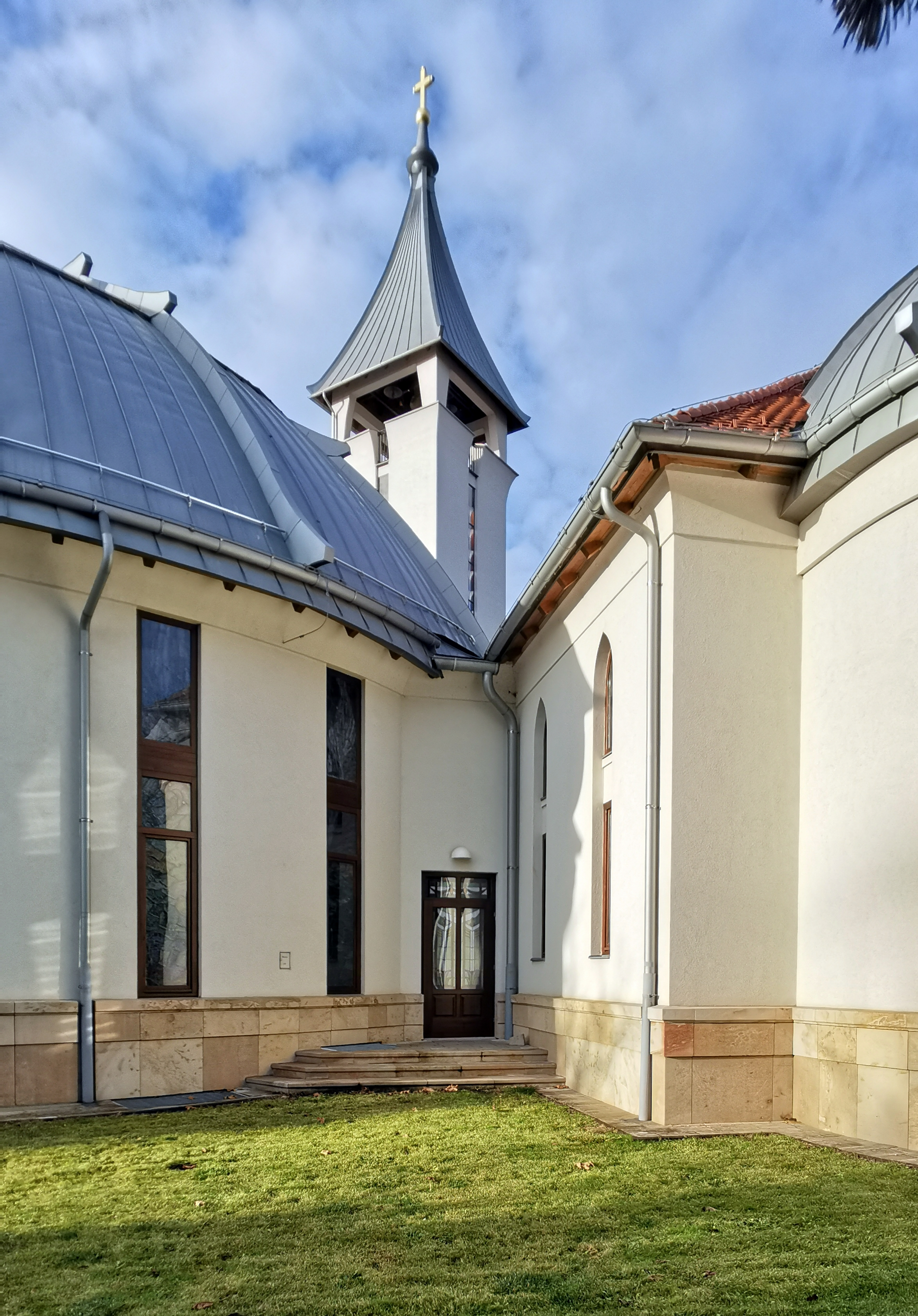
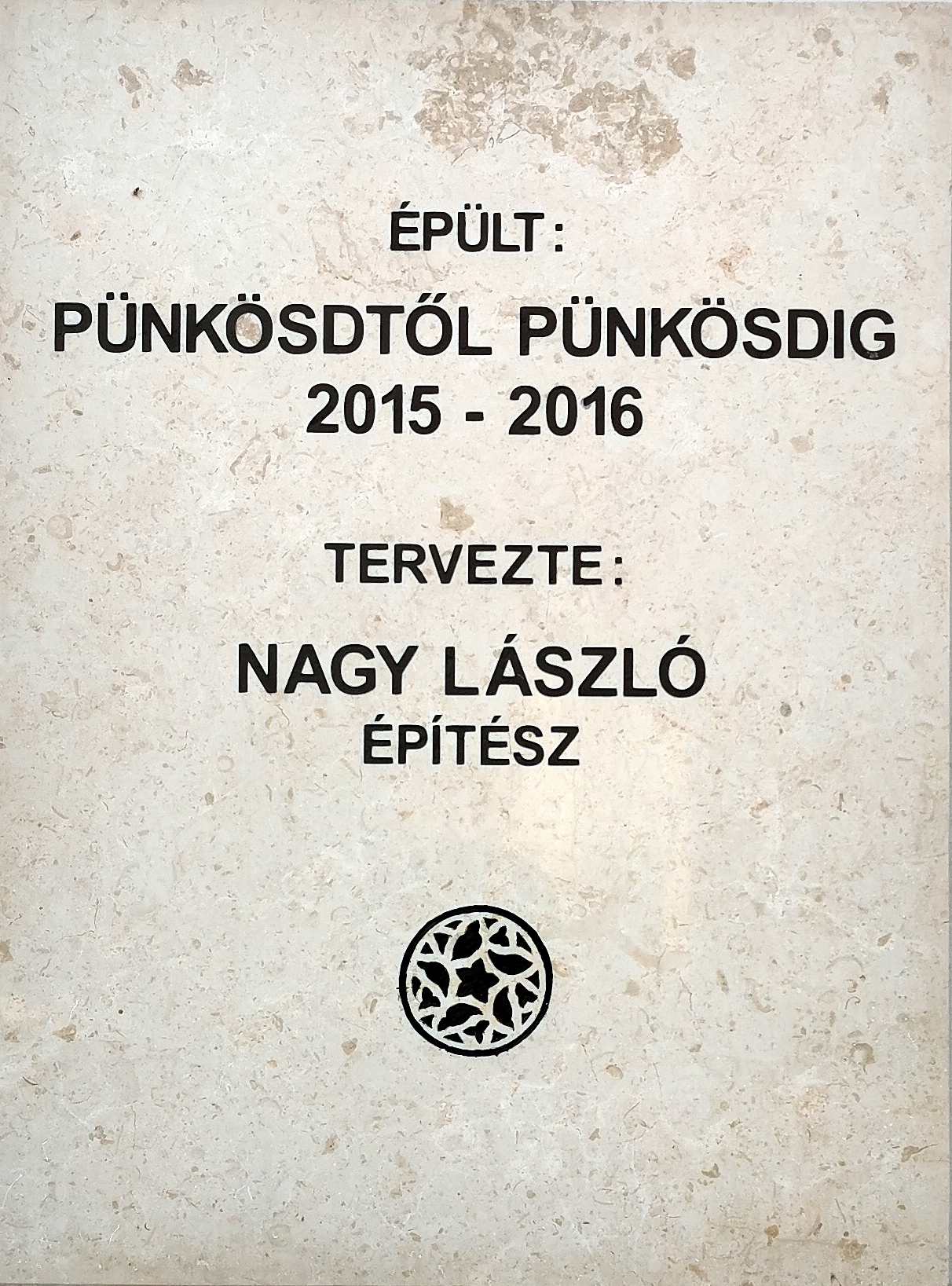
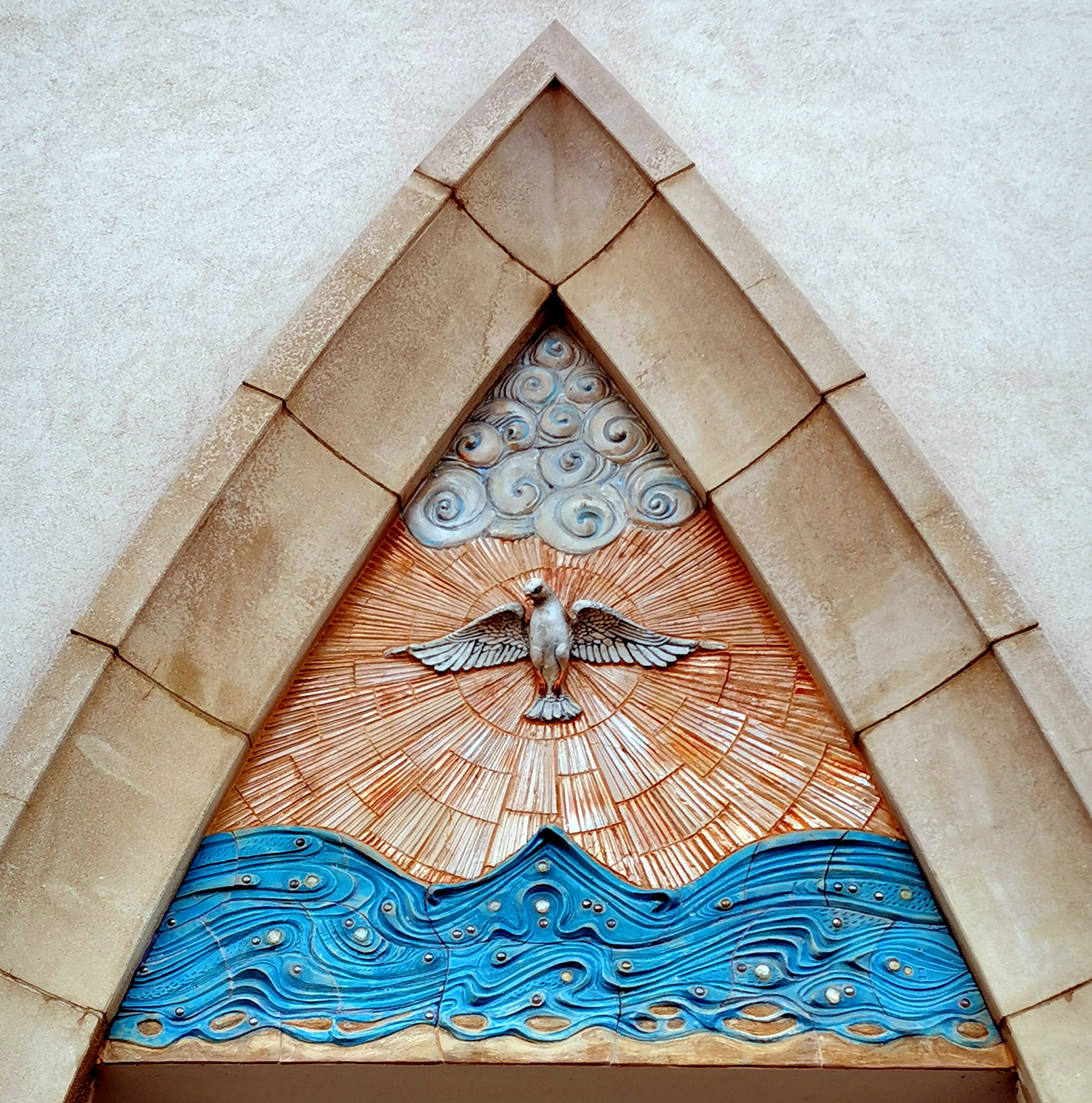
A főbejárat Szentlélek dísze
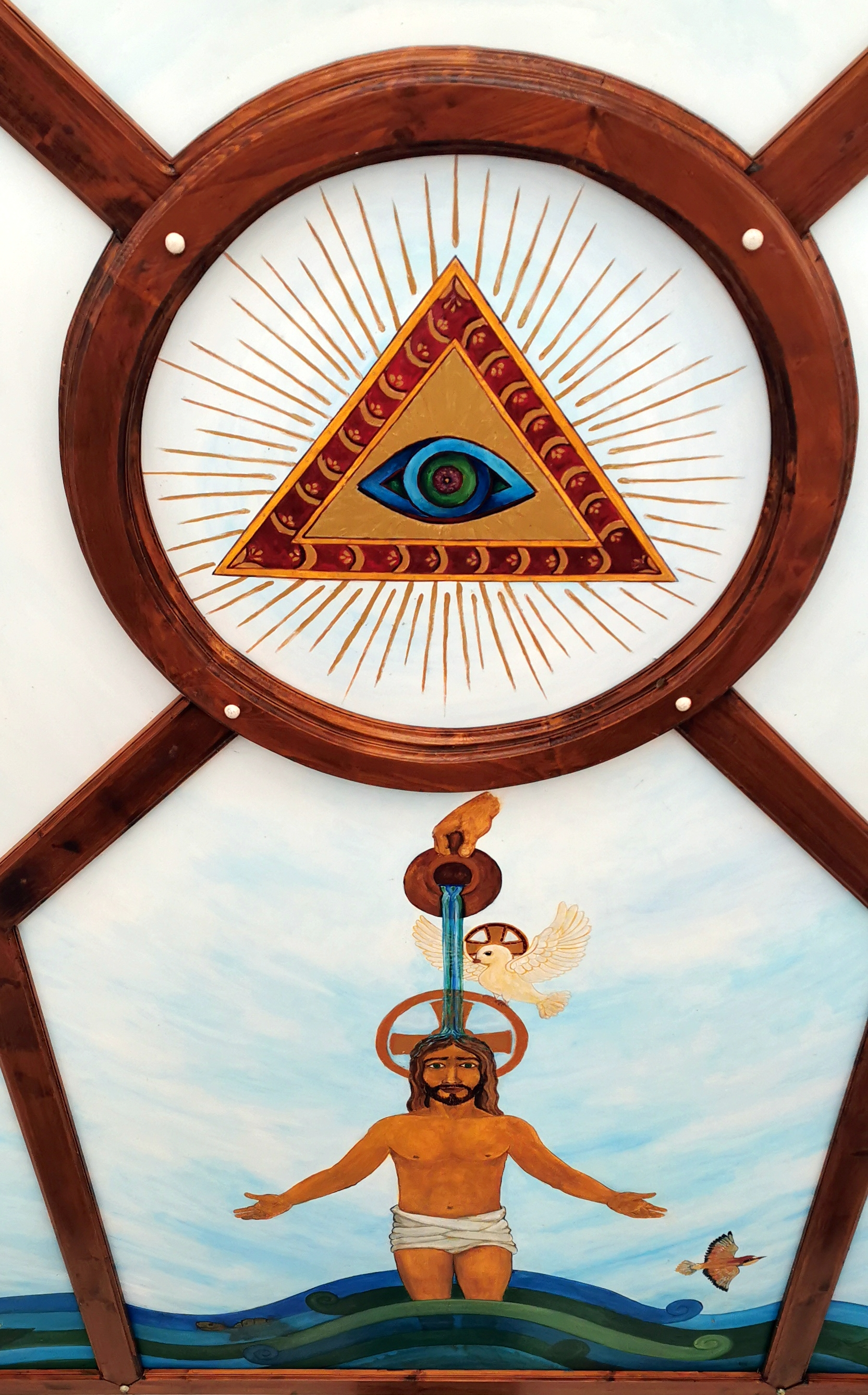
A torony alatti mennyezet részlete
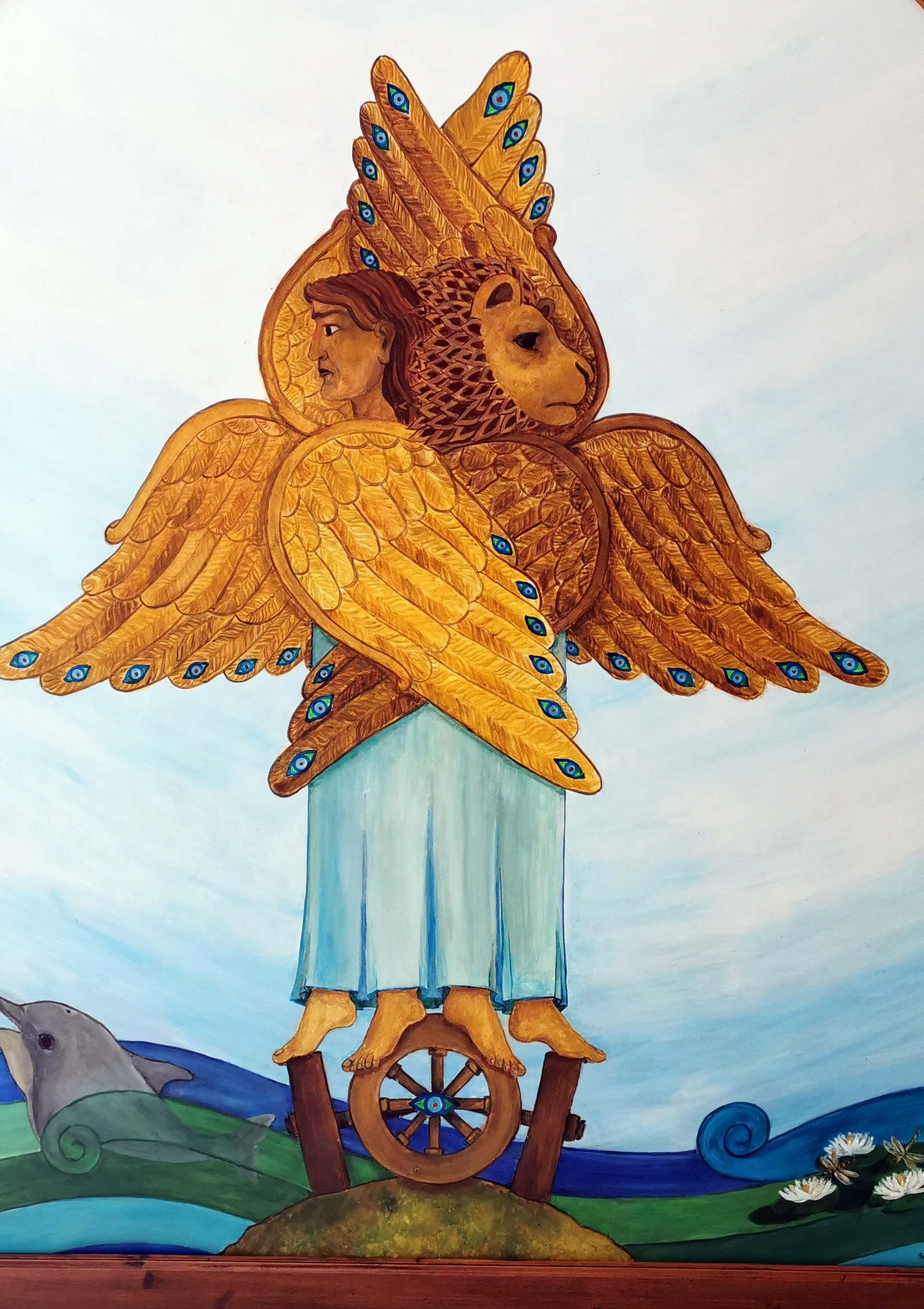
Evangélisták szimbóluma
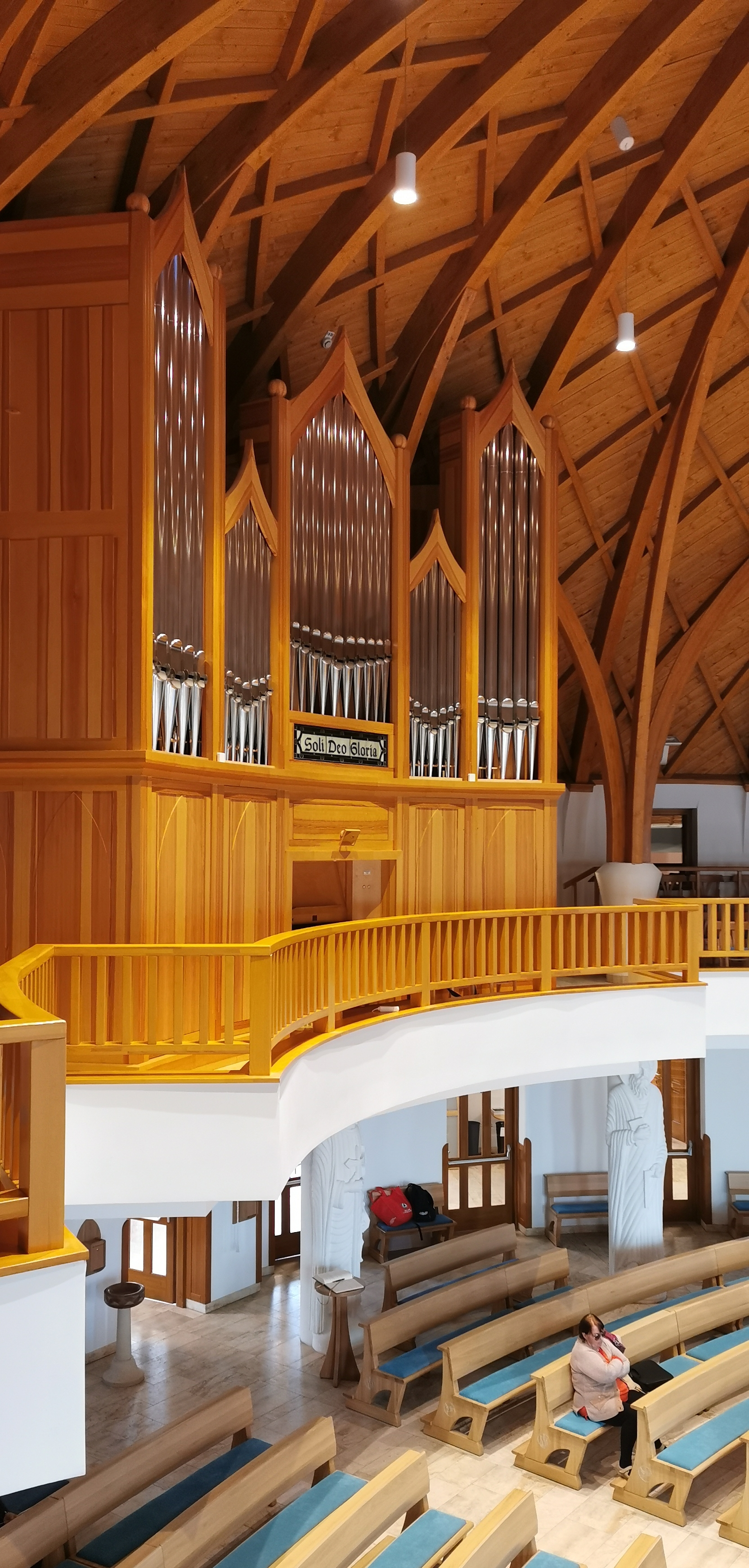
A 32 regiszteres BKM orgona
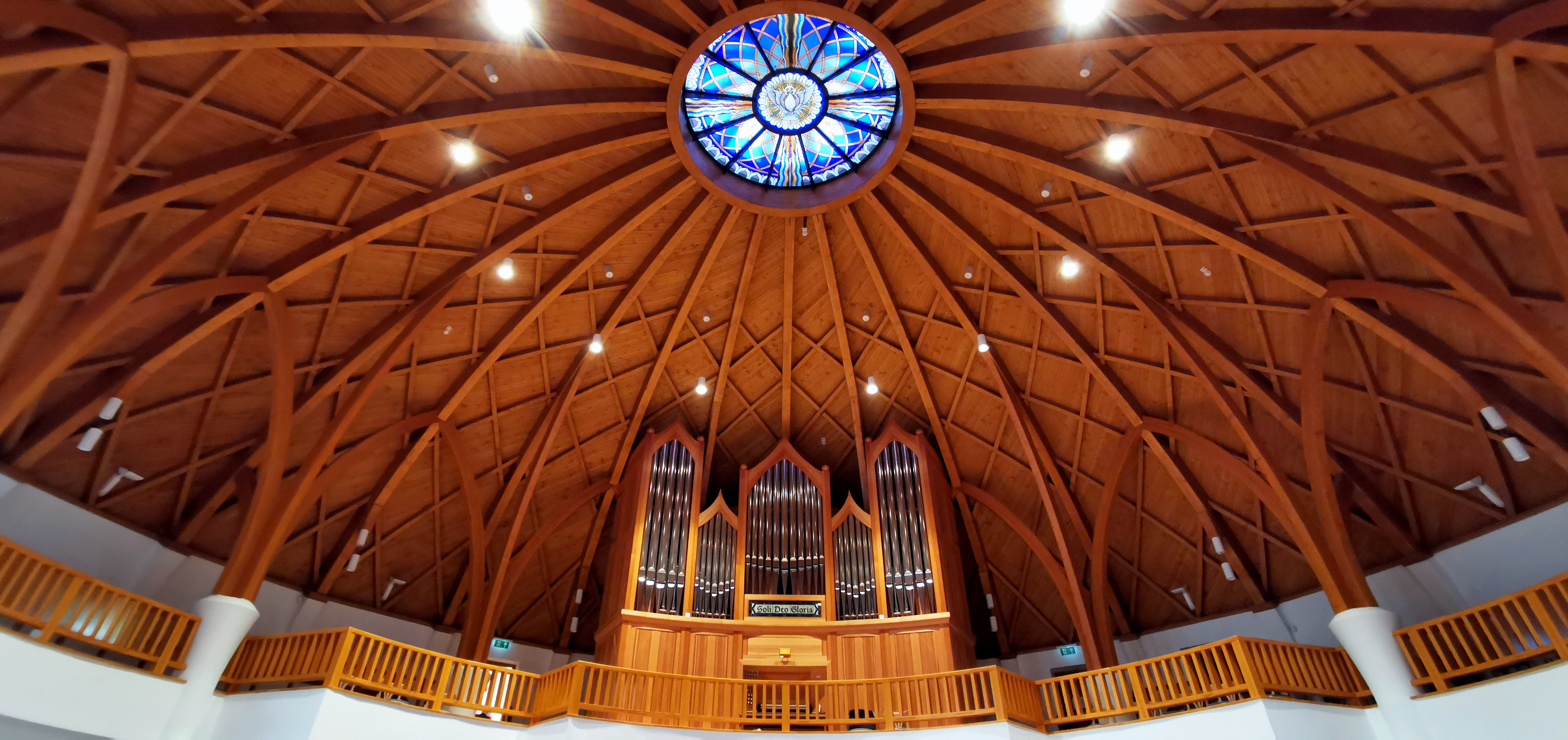
A templom mennyezete (kupolája)
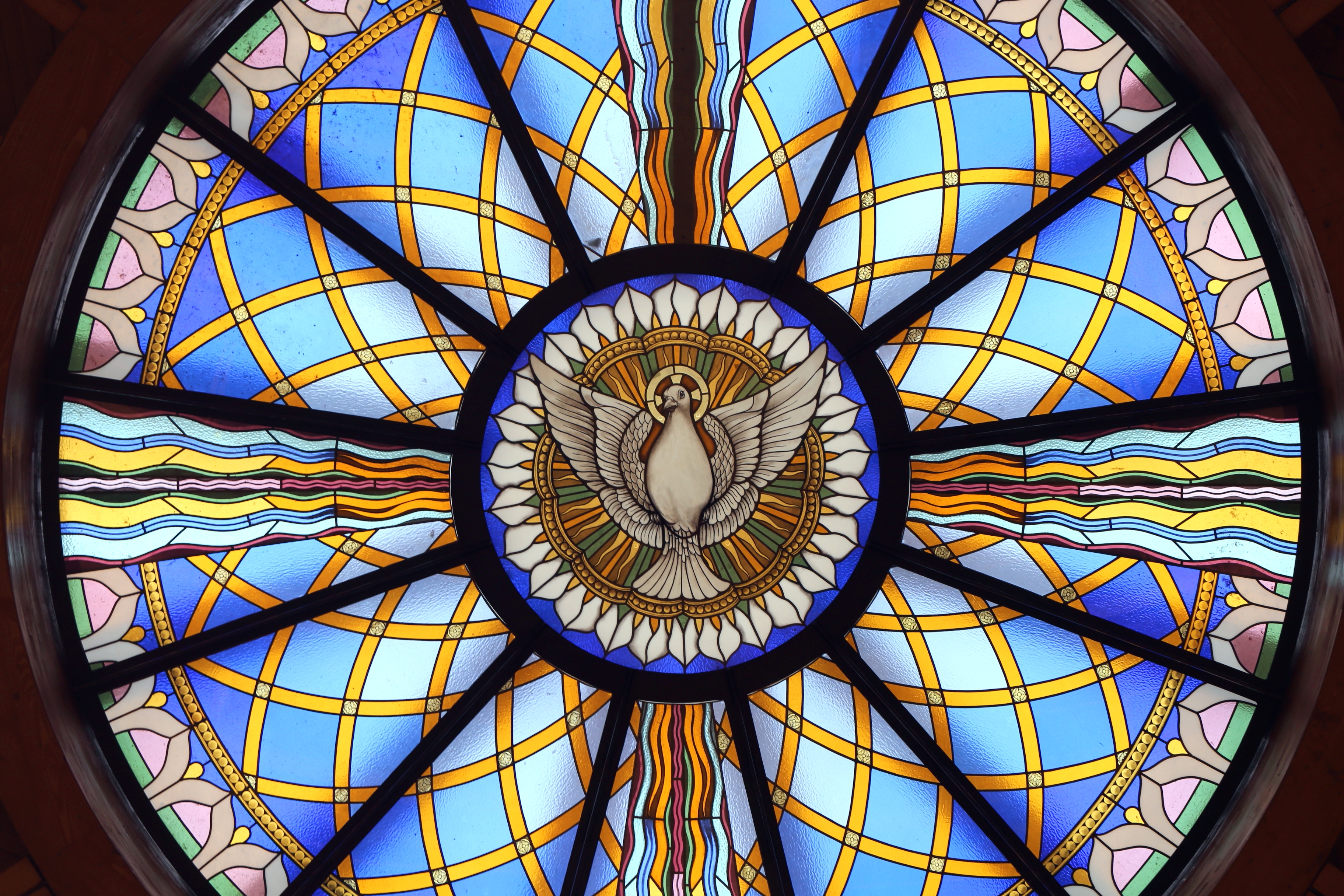
A kupola-boltozat ablaka
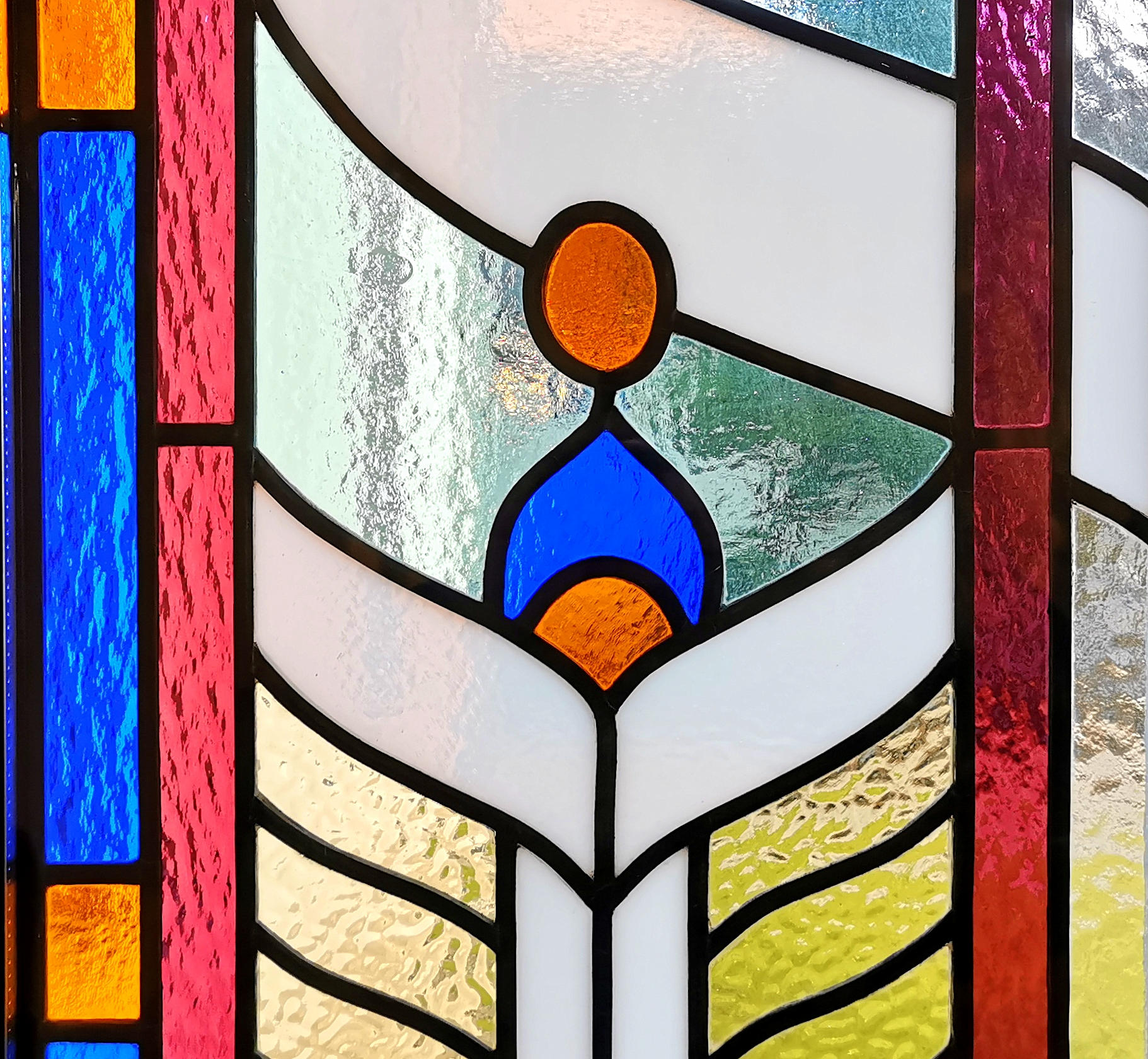
Üvegablak díszítése
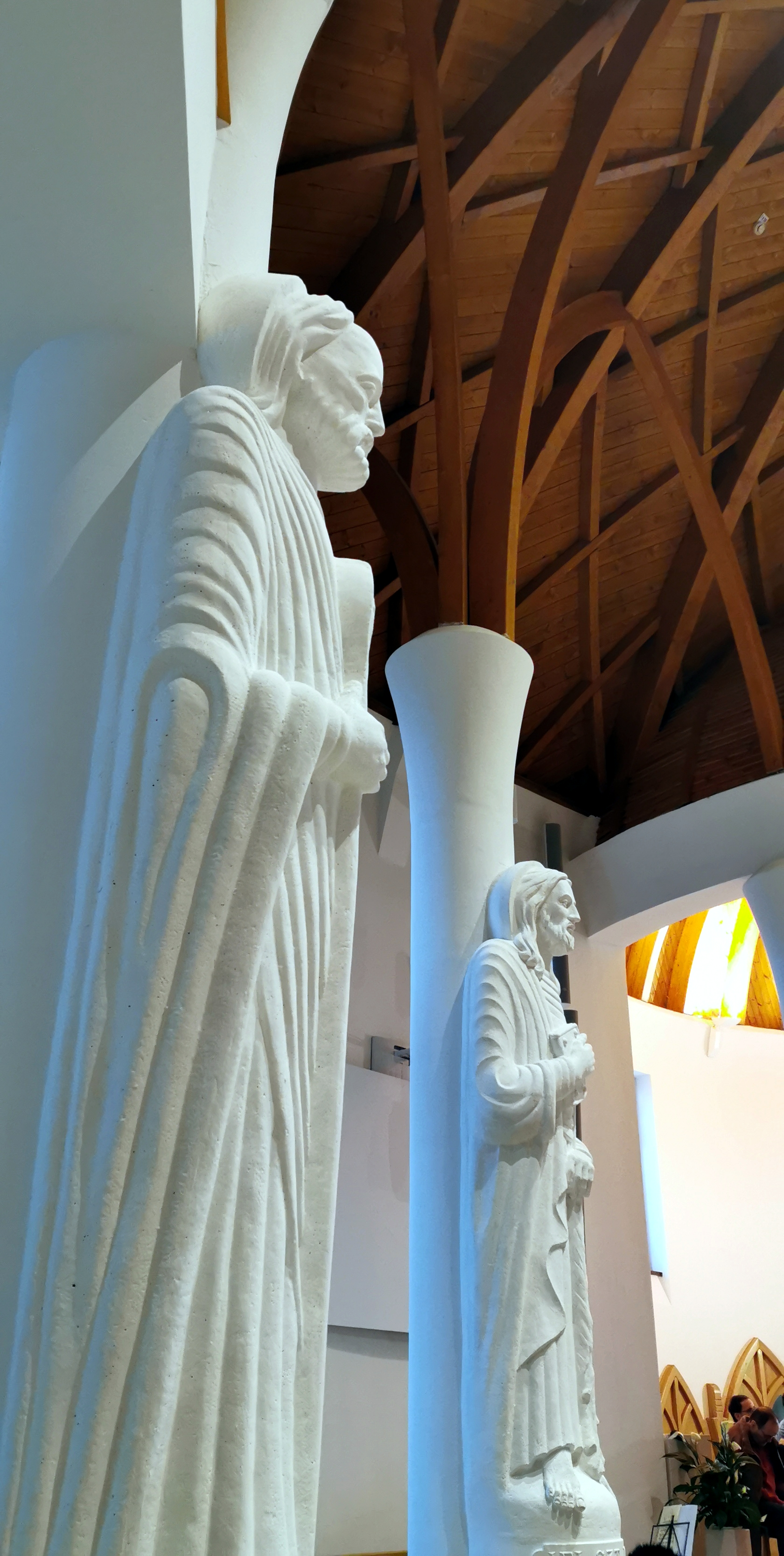
Apostolok
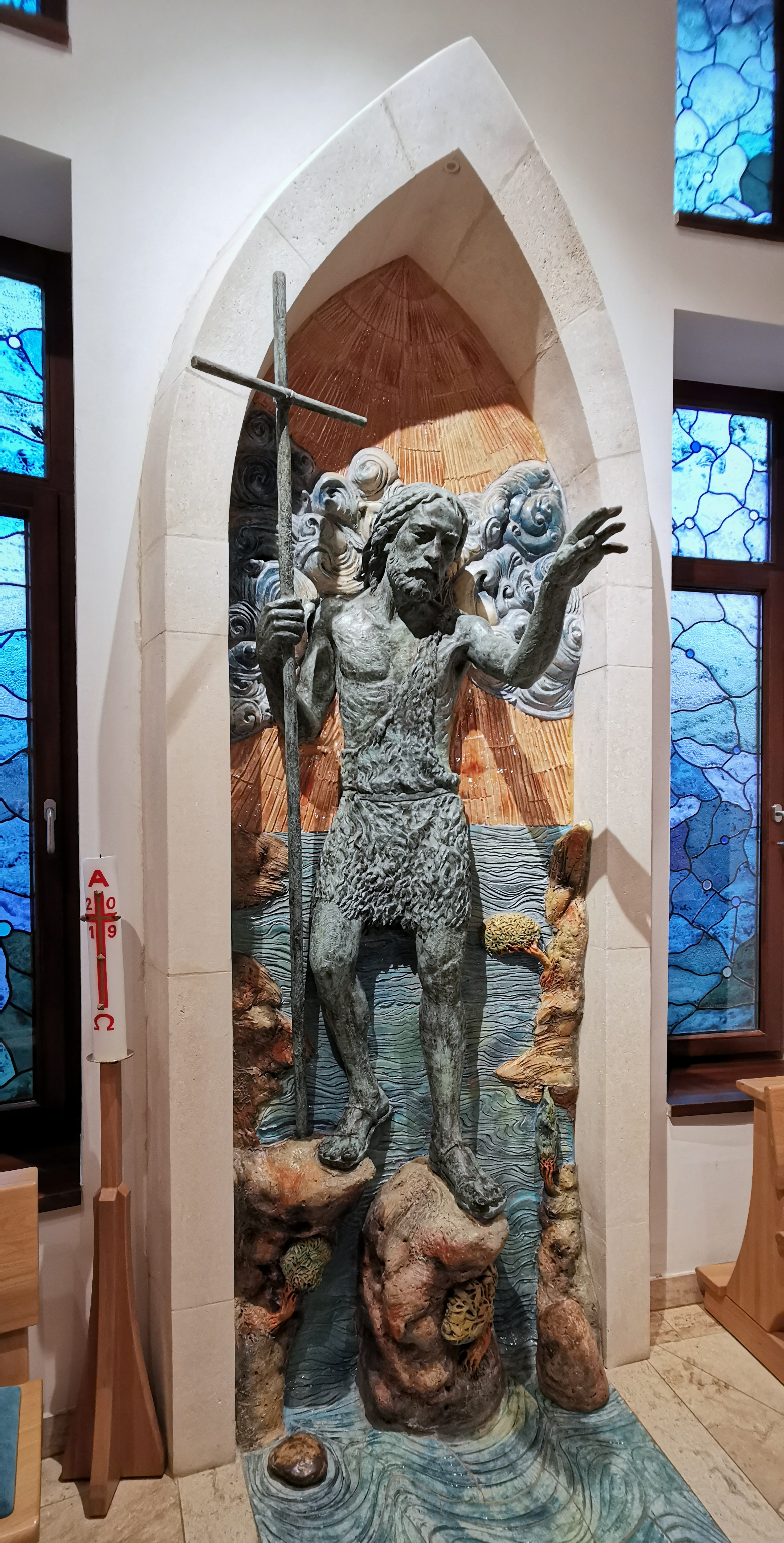
Keresztelő Szent János
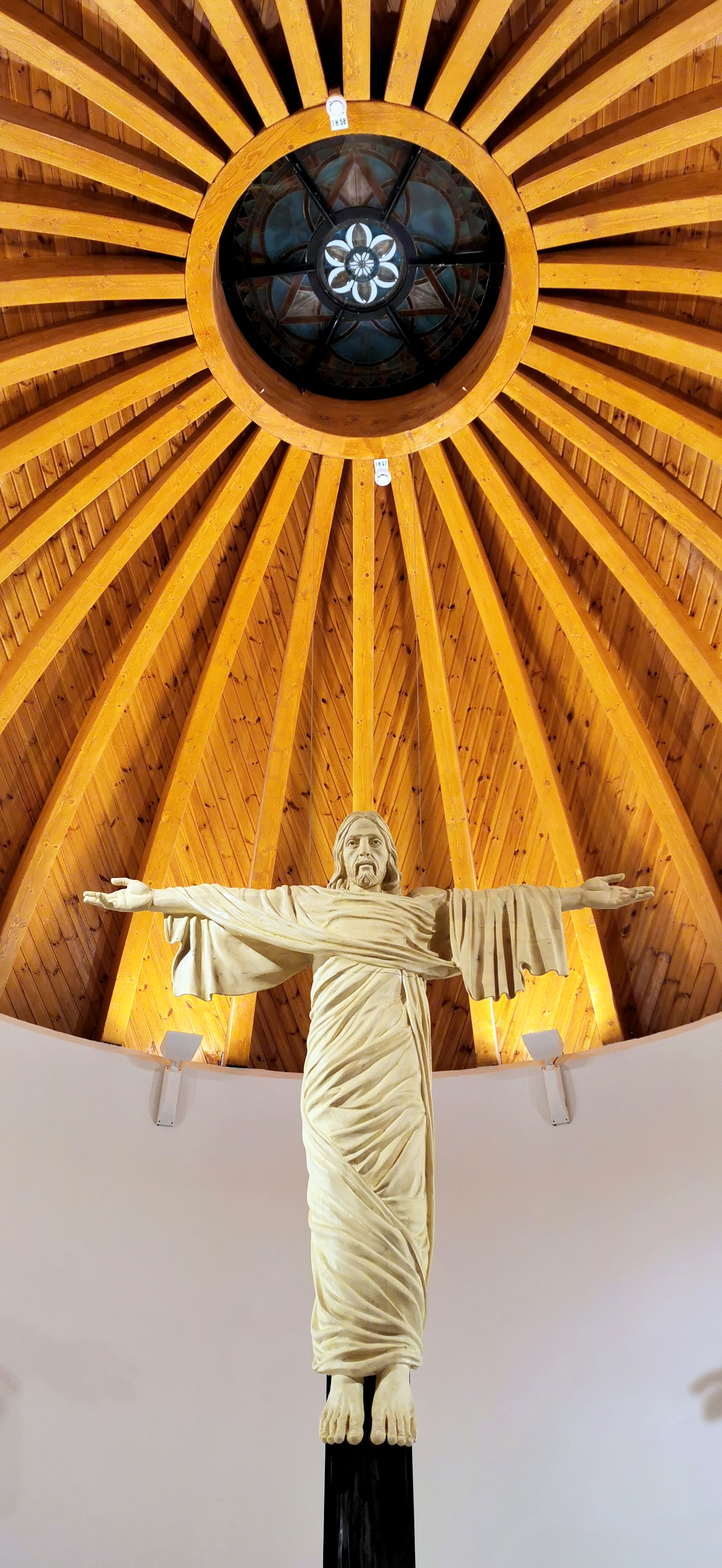
Főoltár részlete
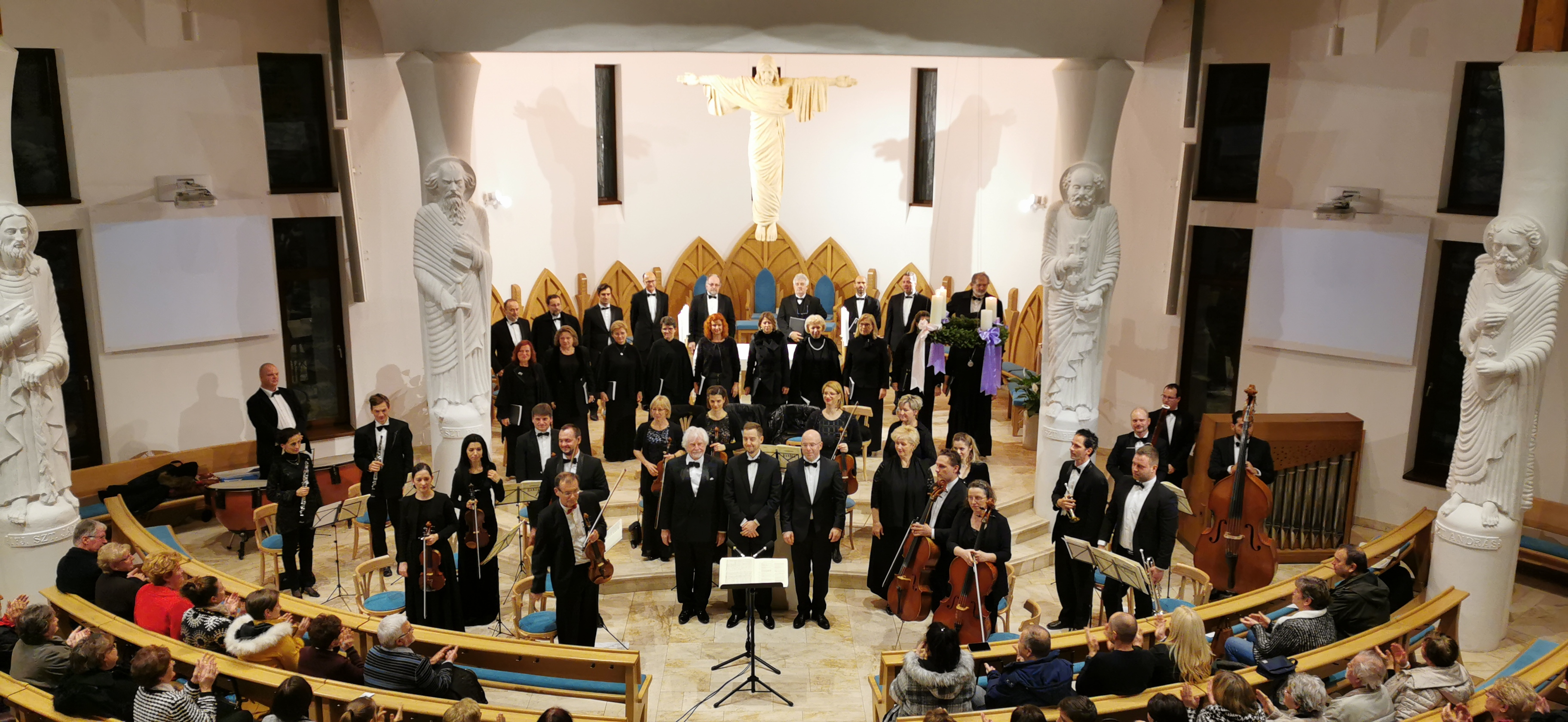
Hangverseny a Szentlélek-templomban